# Viorica Cortez
Viorica Cortez (Iași, 26 dicembre 1935) è un mezzosoprano romeno naturalizzato francese.

## Biografia

### Debutto e affermazione
Nata in una famiglia di origini spagnole a Bucium, villaggio poi inglobato da Iași, Viorica Cortez è la sorella maggiore del soprano Mioara Cortez e del pianista Ștefania Șerban. Studiò canto al Conservatorio di Iași e poi all'Università nazionale di musica di Bucarest, ove si diplomò nel 1964.
In seguito alla vittoria di un concorso canoro internazionale a Tolosa nel 1964, fu scritturata dal Campidoglio; nello stesso anno fece il suo debutto sulle scene a Bucarest nell'Orfeo ed Euridice. Nel 1965 vinse il Kathleen Ferriera Prize all'Internationaal Vocalisten Concours's-Hertogenbosch ed esordì a Tolosa come Dalila nel Sansone e Dalia; l'anno dopo tornò a Tolosa per interpretare Carmen. Nel 1967 fu scritturata dall'Opera Nazionale Romena, con cui ampliò il suo repertorio con ruoli principali in Mignon, Don Carlo, Aida, Il trovatore, La favorita e Werther. Nel 1967 Georg Solti la scelse per la Carmen alla Royal Opera House, ove esordì nel 1968. Concluse gli anni sessanta con una serie di debutti internazionali: nel 1969 esordì al Gran Teatre del Liceu come Léonor ne La favorita, alla Wiener Staatsoper come principessa di Eboli in Don Carlo, al Festival di Salisburgo come Carmen e al Teatro di San Carlo come Adalgisa in Norma e Amneris in Aida, entrambi accanto a Leyla Gencer.

### Gli anni settanta
Nel 1970 lasciò definitivamente la Romania, viste le difficoltà a lasciare il Paese per ingaggi internazionali a causa della Guerra fredda; maturò queste decisione mentre cantava a Napoli nel Samson et Dalila con Mario Del Monaco. Il 1970 la vide impegnata nel debutto all'Opéra Garnier con Carmen e nell'esordio sulle scene statunitensi: dopo aver cantato a Filadelfia e Pittsburgh, esordì a New York nel 1971, cantando la Messa da Requiem di Verdi alla Carnegie Hall con Martina Arroyo. Sempre 1971 fece il suo debutto al Teatro alla Scala come Dalila accanto al Sansone di Pier Miranda Ferraro e al Metropolitan Opera House come Carmen accanto a Richard Tucker; nello stesso anno esordì sulle scene romane, all'Auditorium Palazzo Pio, come Clitemnestra nell'Elettra con Birgit Nilsson. Già nell'autunno del 1971 era di ritorno alla Scala, su invito di Claudio Abbado, che volle nel Requiem di Verdi insieme a Gundula Janowitz, Plácido Domingo e Nicolaj Ghiaurov.
Nel 1972 tornò al Piermarini come Carmen accanto alla Micaela di Mirella Freni, come Giocasta nell'Oedipus Rex e come Ulrica in Un ballo in maschera. Sempre nel 1972 esordì all'Arena di Verona come Amneris accanto al Radamès di Franco Corelli, fu Carmen a Vienna e all'Arena Flegrea accanto ad Amedeo Zambon e fu Dulcinea nel Don Chisciotte a Parigi e a Chicago, in un allestimento diretto da Peter Ustinov e con Ghiaurov nel ruolo nel protagonista.
Nel 1973 fu Azucena ne Il trovatore a Vienna e al Metropolitan, esordì al Teatro dell'Opera di Roma come Carmen, cantò come Amneris alla Scala con Gilda Cruz-Romo e come Elisabetta in Maria Stuarda a Chicago con Montserrat Caballé; tra Caballé e Cortez nacque un'amicizia e tra il 1973 e il 1974 le due cantarono insieme in allestimenti di Norma, Don Carlo, Maria Stuarda e Il trovatore anche a Lisbona, Napoli, Nizza, Vienna, Colonia, Madrid e alla Scala. Nel 1975 tornò a Bucarest con un recital all'Ateneo rumeno. Nel 1976 cantò L'incoronazione di Poppea a Napoli e il Tancredi a Martina Franca, mentre nel 1977 fu Azucena alla Scala e al Metropolitan, Marguerite ne La damnation de Faust a Parigi e Cunizia ne Oberto, Conte di San Bonifacio a Bologna. Tornò a Bologna e Napoli nel 1978 come Fedora e, nello stesso anno, fu la principessa di Eboli alla Scala, Dalila a Parigi, Carmen al Gran Teatro La Fenice e cantò all'Auditorium Conciliazione l'inedito oratorio vivaldiano Juditha triumphans nel ruolo di Oloferne, diretta da Gianandrea Gavazzeni.
Nel 1979 fu Fenena nel Nabucco a Parigi (con Sherrill Milnes, Grace Bumbry e Ruggero Raimondi), Charlotte nel Werther al Covent Garden e Giocasta all'Opéra e alla Scala, dove tornò anche come Carmen ed Amneris; nello stesso anno prese parte a una rara incisione discografica del Requiem di Donizetti accanto a Luciano Pavarotti, Renato Bruson, Paolo Washington e l'orchestra e coro dell'Arena di Verona diretti rispettivamente da Gerhard Fackler e Corrado Mirandola.

### Gli anni ottanta e novanta
L'intensa attività degli anni settanta cominciò a lasciare il segno sulla salute fisica e vocale del mezzosoprano, che negli anni ottante dovette cancellare diversi appuntamenti.
Nel 1980 fu Carmen all'Arena di Verona con Veriano Luchetti, mentre nel 1981 fu Carmen all'Opéra. Nel 1982 fu Giulietta ne Les Contes d'Hoffmann e Azucena al Metropolitan, ove tornò nel 1983 come principessa di Bouillon nell'Adriana Lecouvreur e ancora Azucena in occasione della sua ultima apparizione al Met il 15 aprile 1983. Nel 1986 fu la strega ne L'angelo di fuoco ed Erodiade nella Salomé a Parigi. Sempre nel 1986 cantò Giulietta dell'opera di Jacques Offenbach a Barcellona, dove tornò nel 1989 come Azucena e nel ruolo della Cieca ne La Gioconda.
Nel corso degli anni ottanta, infatti, cominciò ad aggiungere al proprio repertorio ruoli da contralto o da caratterista, come appunto quello della Cieca o di Fidalma ne Il matrimonio segreto (Barcellona, 1989), senza però rinunciare definitivamente a ruoli da protagonista, come quello di Charlotte nel Werther, sostenuto ancora al Teatro Pergolesi di Jesi nel 1989, anno in cui fu Ulrica in Un ballo in maschera a Pisa e Bologna.
Nel 1990 fu l'eponima protagonista ne La lupa a Livorno ed Ulrica a Barcellona, mentre nel 1991 cantò come Maddalena in Rigoletto all'Opera di Roma, insieme a Leo Nucci. Nel 1993 è la Signora Flora in The Medium al Teatro Massimo Vincenzo Bellini di Catania
Nel 1994 fu la Marchesa di Berckenfield ne La figlia del reggimento al Teatro Regio di Torino. Nel 1995 fu Uta nel Sigurd a Marsiglia, mentre nel 1996 fu la Zia Principessa in Suor Angelica al Teatro Arriaga, un ruolo che tornò a cantare l'anno dopo al Teatro Nacional de São Carlos. Continuò ancora ad ampliare il proprio repertorio e nel 1997 fece il suo esordio come Mrs Quicky nel Falstaff all'Opera di Amburgo. Nel 1998 fu la nutrice di Ksenija nel Boris Godunov (opera in cui era spesso apparsa nel ruolo di Marina Mniszech durante gli anni settanta e ottanta) a Roma e la vedova Larina nell'Eugenio Onegin a Barcellona. Nel 1999 fu Lucia in Cavalleria rusticana al Teatro de la Maestranza e Annina ne La traviata al Chorégies d'Orange.

### Dagli anni duemila
Nel 2000 fu la Medium di Gian Carlo Menotti al Teatro de la Maestranza, nel 2001 fu Lia nella Bérénice di Albéric Magnard all'Opéra di Marsiglia e nel 2002 interpretò la Governante nel Cirano di Marco Tutino a Metz. Nel 2003 cantò nel ruolo della contessa ne La dama di picche a Barcellona e in quello della Baronessa nella Vanessa con l'Opéra national du Rhin.
Nel 2004 fu la voce della madre nei Racconti di Hoffmann all'Opéra-Comique, la contessa ne La dama di picche al Teatro Real de Madrid con Domingo; nello stesso anno fu a Livorno come Lucia in Cavalleria rusticana e nel ruolo della nonna ne La vida breve, una parte sostenuta anche a Pisa nel corso della stagione. Avrebbe continuano a interpretare Lucia fino ai primi anni 2010, cantando il ruolo anche alla sua ultima apparizione al Teatro dell'Opera di Roma nel 2005, al Teatro Real nel 2007, al Maggio Musicale Fiorentino nel 2008 e al Teatro de la Maestranza nel 2013. Nel 2005 fu la contessa in Andrea Chénier a Bilbao e Nonna Buryjovka in Jenůfa a Barcellona, dove si congedò nel 2007 con il ruolo della contessa nell'Andrea Chénier. Sempre nel 2008 tornò ad interpretare Nonna Buryjovka all'Opéra di Monte Carlo, sostenne il ruolo di Madame de Croissy ne I dialoghi delle Carmelitane ad Oviedo. Nel 2009 cantò nell'Affaire étrangère di Valentin Villenave a Montpellier.
Nel 2014 Radio Romania ha celebrato i cinquant'anni di carriera del mezzosoprano con uno speciale concerto patrocinato dall'Ambasciata italiana a Bucarest.

## Discografia parziale
- Il cappello di paglia di Firenze con Ugo Benelli, Alfredo Mariotti, Giorgio Zancanaro, Daniela Mazzucato - RCA 1975
- Requiem (Donizetti), con Luciano Pavarotti, Renato Bruson, Paolo Washington - CIMA 1979
- Hamlet, con Bo Skovhus, Aleksandrina Pendačanska, Kurt Rydl, Jorge López-Yáñez, dir. Reynald Giovaninetti - 1994
- Oberto, Conte di San Bonifacio, con Simon Estes, Ángeles Gulin, Umberto Grilli, Maria Grazia Piolatto, dir. Zoltán Peskó - Fonit Cetra 1994 [registrato dal vivo nel 1977]

## Videografia parziale
- Rigoletto, con Rolando Panerai, Franco Bonisolli, Bengt Rundgren, Viorica Cortez, dir. Francesco Molinari Pradelli - Acanta 1969
- Il trovatore, con Raina Kabaivanska, Giorgio Zancanaro, Giancarlo Luccardi, dir. Bruno Bartoletti - Arts 1975
- Nabucco, con Sherrill Milnes, Grace Bumbry, Ruggero Raimondi, Carlo Cossutta, dir. Nello Santi - S.G.A.E. 1979